# Андре Машино
Андре Машино е френски футболист, който е играл на поста нападател.

## Клубна кариера
Започва своята кариера в тима на Белфорт, където играе до 1929 г. През същата година се присъединява към състава на Сошо. Там играе до 1937 г.

## Национална кариера
Играе за Франция в периода 1927-1930. В този период изиграва 5 мача. Участва на СП 1930. Той вкарва третия и четвъртия гол за Франция срещу Мексико. С тези два гола, той става първия футболист на световни първенства, който отбелязва два гола в един мач.